# ポール・ンゴジ
ポール・ンゴジ（Paul Ngozi）(1949–1989)、本名ポール・ドブソン・ニーロンゴ（Paul Dobson Nyirongo）は、1970年代と 1980年代にザンビアの音楽シーンで著名だったザンビアのミュージシャン。彼はその音楽がザムロックとして分類された最初のグループの1つであったトップローカル・ロック・グループである「ンゴジ・ファミリー」のバンド・リーダーとして人気を博した。  

## 概要
ポール・ドブソン・ニーロンゴは1949年1月10日に北ローデシアのルサカで生まれた。彼は10代でギターを弾き始めた。彼は自動車整備ガレージで技術者として働いていたが、余剰人員として解雇された。
クリストファー・テンボ、トーマス・ムワレとバンド「スコーピオンズ」を結成し、音楽活動を始めた。1975年、リッキー・イリロンガ（Rikki Ililonga）の後任として1年間ケニアに渡り、ムシ・オ・トゥニャ（Musi-O-Tunya）に参加。翌年、ザンビアに戻り、「ンゴジ・ファミリー」（Ngozi Family）（活動初期はスリー・イヤーズ・ビフォア）を結成。その中で彼は、友人のトミー・ムワレ（ベース）とクリッシー・ゼビー・テンボ（ドラムス）、そしてリズム・ギターのピーター・ブワリャと共にリード・ギターを演奏した。
ンゴジ・ファミリーはすぐにザンビアを代表するロックバンドとなった。彼らはザムロックと評された最初のバンドの一つであり、そして「プロトパンク」のバンドであった。1976年のファースト・アルバム『Day of Judgment』は成功を収め、その後、アルバム『in the Ghetto』と『Viva Ngozi』がリリースされた。このグループの曲は宗教、ストリートチルドレンや家庭内暴力などの社会経済問題、ジンバブエでのイアン・スミスとの紛争や南ローデシアブッシュ戦争などの地政学的な題材を想起させる。また、伝統的な曲をカバーした曲もある。彼らのサウンドは、反復リフを演奏するファズのディストーションギターをベースにしている。
ポール・ンゴジは、当時のザンビア社会の生活を綴ったハードな楽曲と歌詞で、社会的なコメンテーターとしての名声を得た。また、ジミ・ヘンドリックスにインスパイアされ、歯でギターを弾くなど、華やかなステージアクトでも知られていた。彼は1980年代にある程度の人気を保っていた数少ないザムロックの代表者の一人である。一方、ザムロックはすっかり姿を消してしまった。
ポール・ンゴジは数々の賞を受賞し、ザンビアの音楽を代表してヨーロッパやアメリカで活動しており、アパルトヘイト時代の最盛期には南アフリカでもツアーを行い物議を醸した。
1989年にアフリカで大流行していた後天性免疫不全症候群で亡くなり、未亡人と3人の子供が残された。

## ディスコグラフィー

### スタジオ アルバム
- Day Of Judgment (1976)
- Viva Ngozi (1976)
- 45,000 Volts (1977)
- 99% Confusion (1977)
- Bad Character (1977)
- Heavy = Metal (1977)
- In The Ghetto (1977)
- Lightning And Thunder (1977)
- Happy Trip (1978)
- Heavy Connection (1978)
- The Best of Paul Ngozi (1979)
- Size 9 (1981)
- Thokozile (1983)